# Roseta

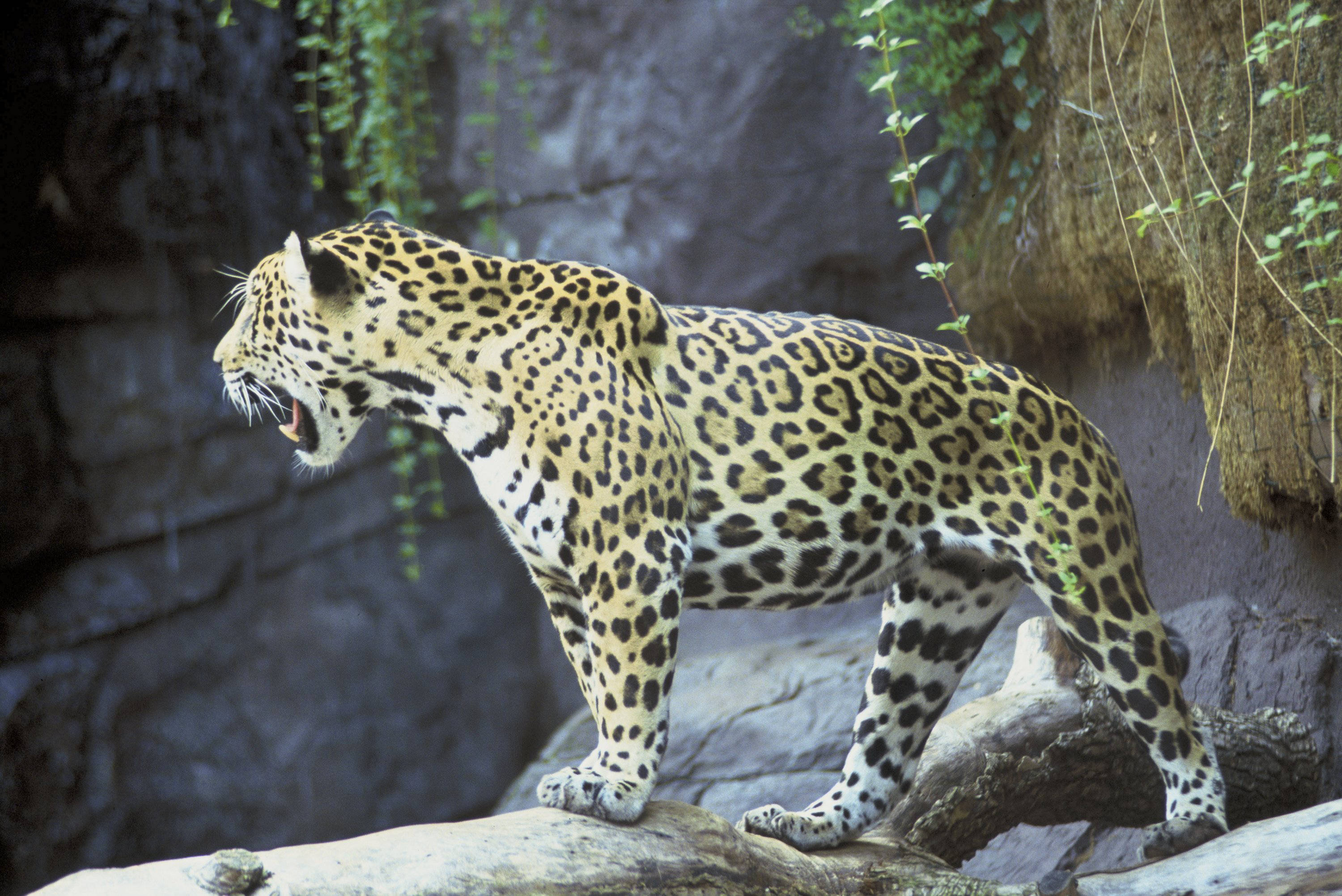
Rosetas de un jaguar

Una roseta es una marca o formación similar a una rosa que se encuentra en el pelaje y la piel de algunos animales, en particular los felinos.   Las rosetas existen en las pieles con el fin de servir como Camuflaje, ya sea como mecanismo de defensa o como herramienta de acecho en el proceso de la caza. En los depredadores las rosetas tienen la función de simular el cambio de sombras a luces y viceversa, lo que ayuda a los animales a permanecer relativamente invisibles de sus presas. Las rosetas pueden agruparse en racimos alrededor de otras manchas, o pueden aparecer como manchas aisladas en el pelaje.

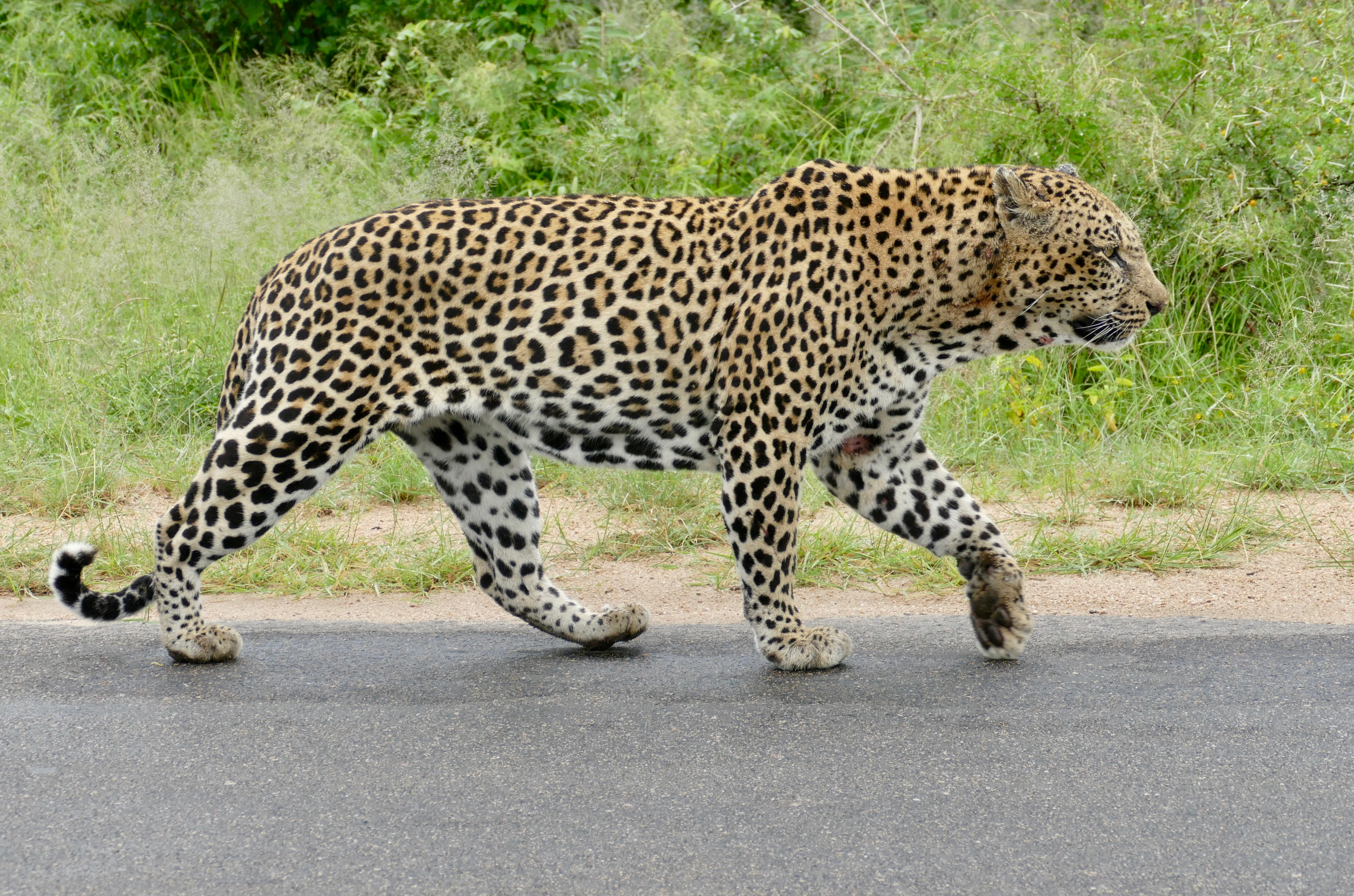
Se muestra un leopardo con un patrón de roseta.

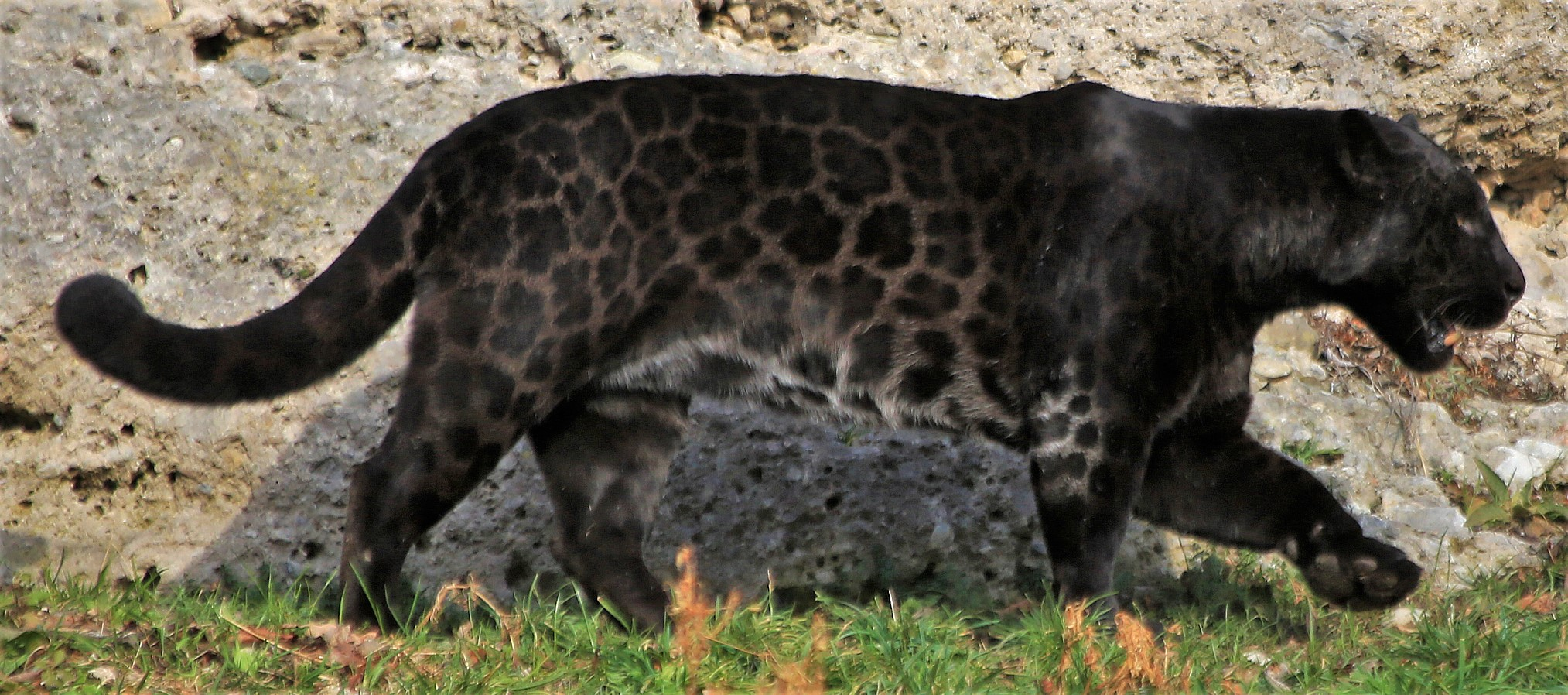
J.Se muestra a un jaguar de pelaje oscuro con rosetas visibles

El leopardo ( Panthera pardus ) presenta una amplia variedad de coloración en su pelaje. En cada variación de color, el leopardo presenta patrones en forma de roseta en el dorso, los flancos y las extremidades. También presenta patrones que se consideran manchas y no rosetas en la cabeza, el abdomen y las extremidades. 

Jaguar de color canela con rosetas claramente mostradas.

Al igual que en el leopardo, el jaguar ( Panthera onca ) presenta una amplia variedad de coloración en su pelaje. El jaguar puede tener un pelaje con los colores que van desde el blanco hasta el negro, siendo el más común el amarillo parduzco. Estos grandes felinos tienen rosetas en el cuerpo con combinaciones y patrones aleatorios similarmente como en el caso de los leopardos. 

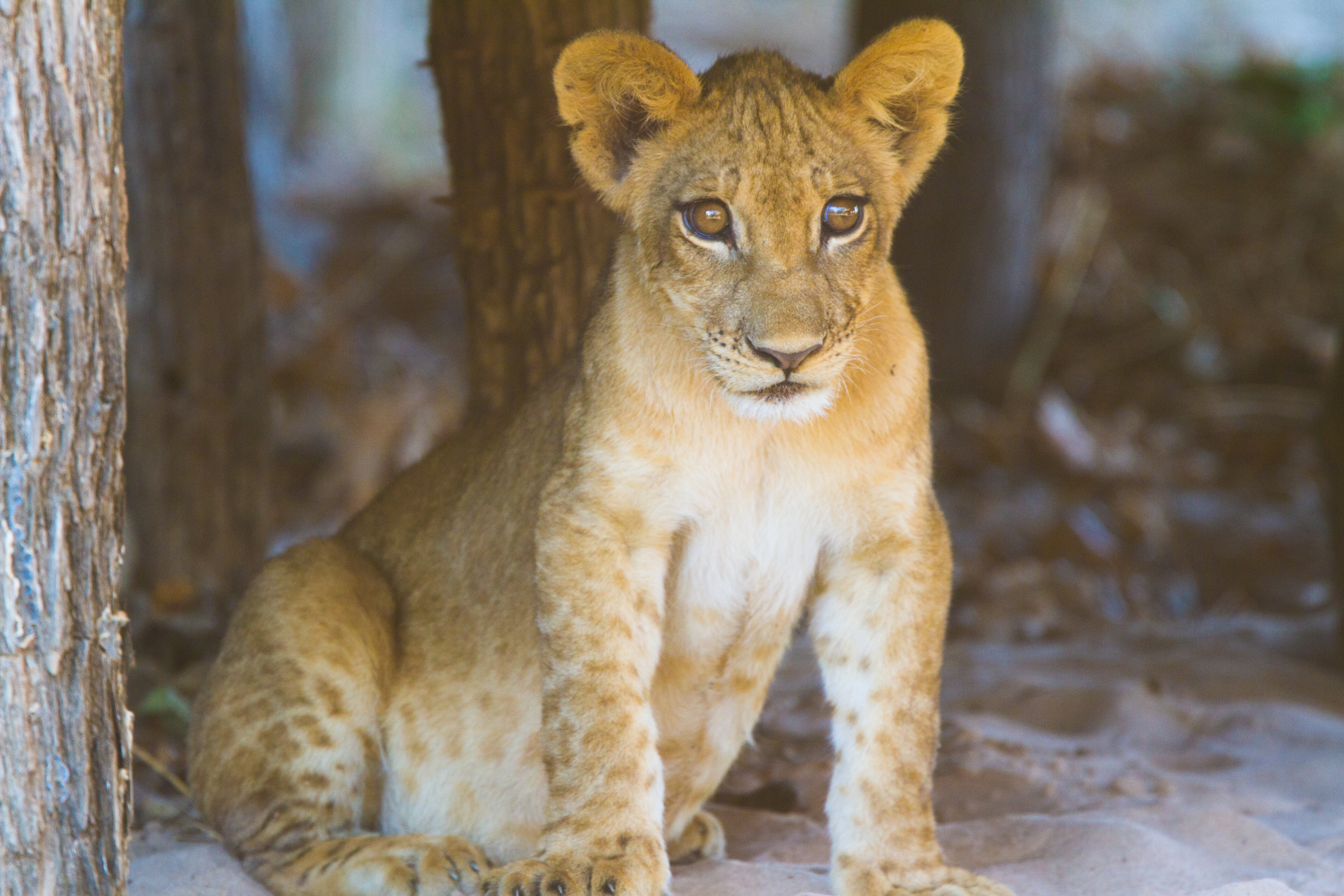
Cachorro de león con rosetas en ambas patas y abdomen.

Los cachorros de león ( Panthera leo ) presentan rosetas en las patas, abdomen y torso. Estas rosetas no suelen transferirse a la edad adulta y se desvanecen con la edad. Sin embargo, en pocos casos, algunos leones adultos pueden conservar rastros de sus rosetas durante toda su vida.  Para el cachorro de león, las rosetas actúan como camuflaje entre la hierba alta y los arbustos, lo que es un medio de defensa. 

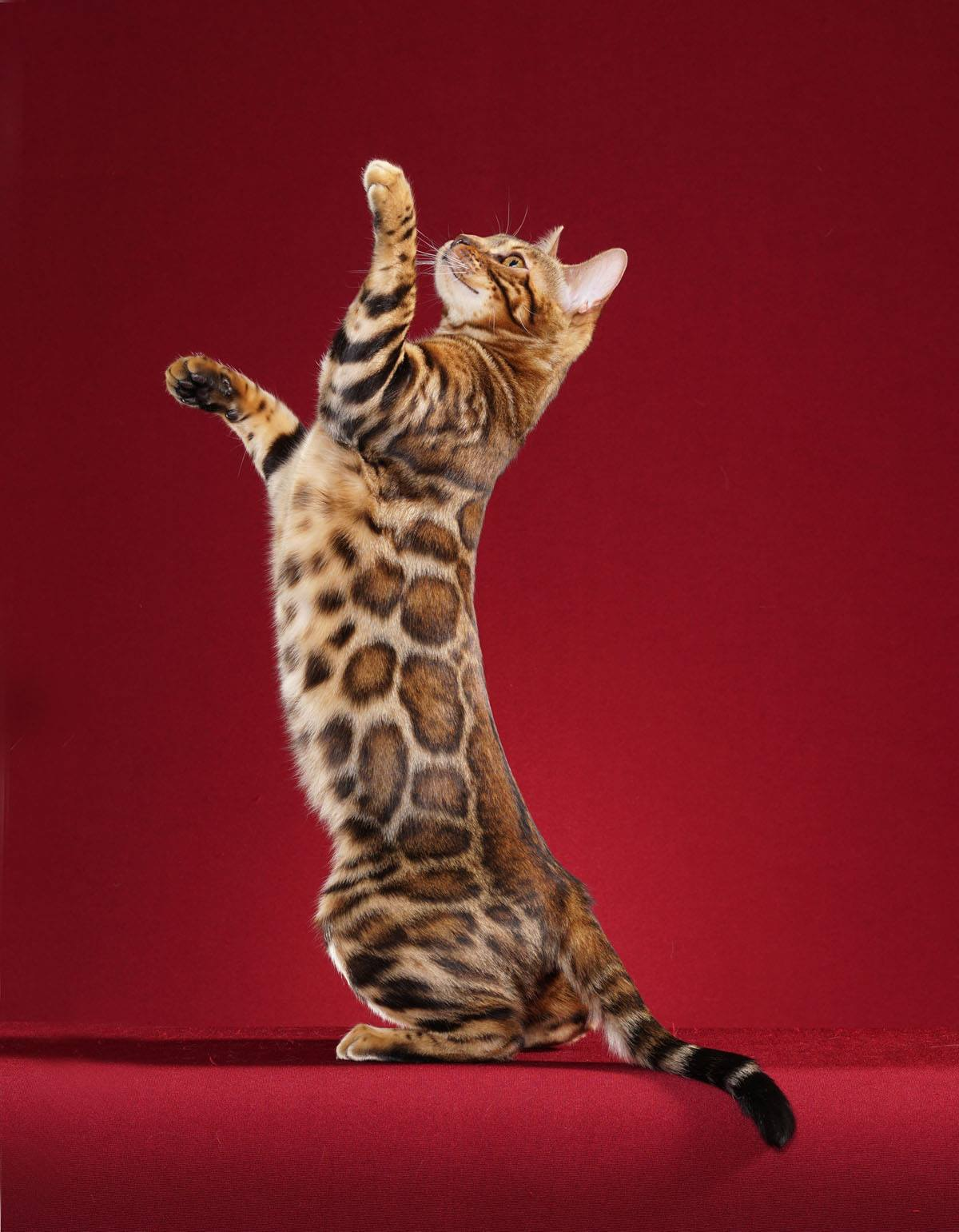
Gato de Bengala, se ven rosetas en la sección media (flancos y torax).

El gato bengalí ( Felis catus x Prionailurus bengalensis ) desciende de un cruce entre gatos domésticos y gatos leopardo . Este gato doméstico tiene un patrón de pelaje distintivo con una combinación de rosetas, manchas y rayas. 

## Guepardo

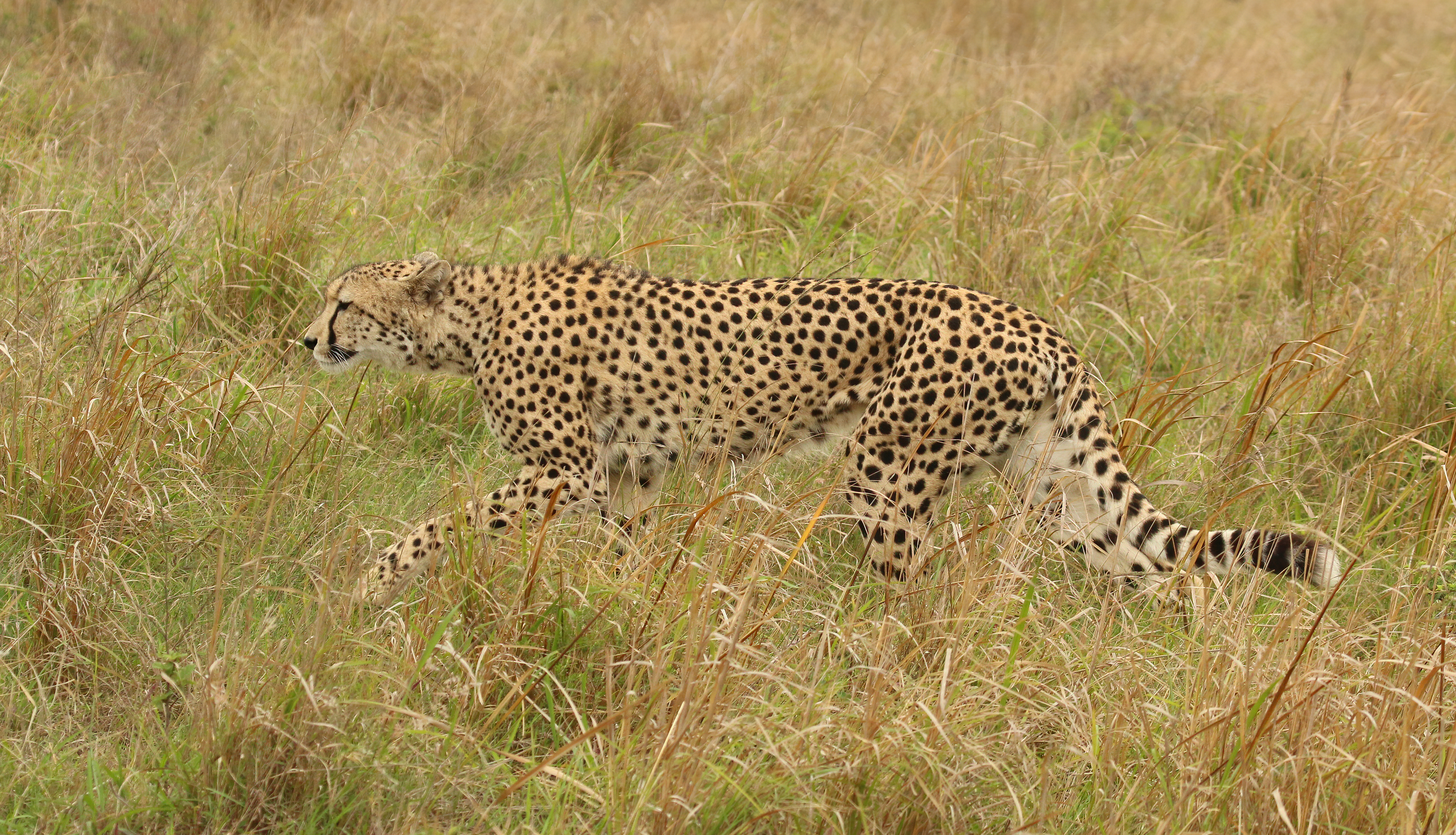
Guepardo con manchas identificables y sin rosetas.

Si bien los guepardos individuales ( Acinonyx jubatus ) tienen patrones de pelaje distintivos e identificables como los leopardos o los jaguares, los patrones del guepardo se consideran manchas, no rosetas. 

## Ocelote

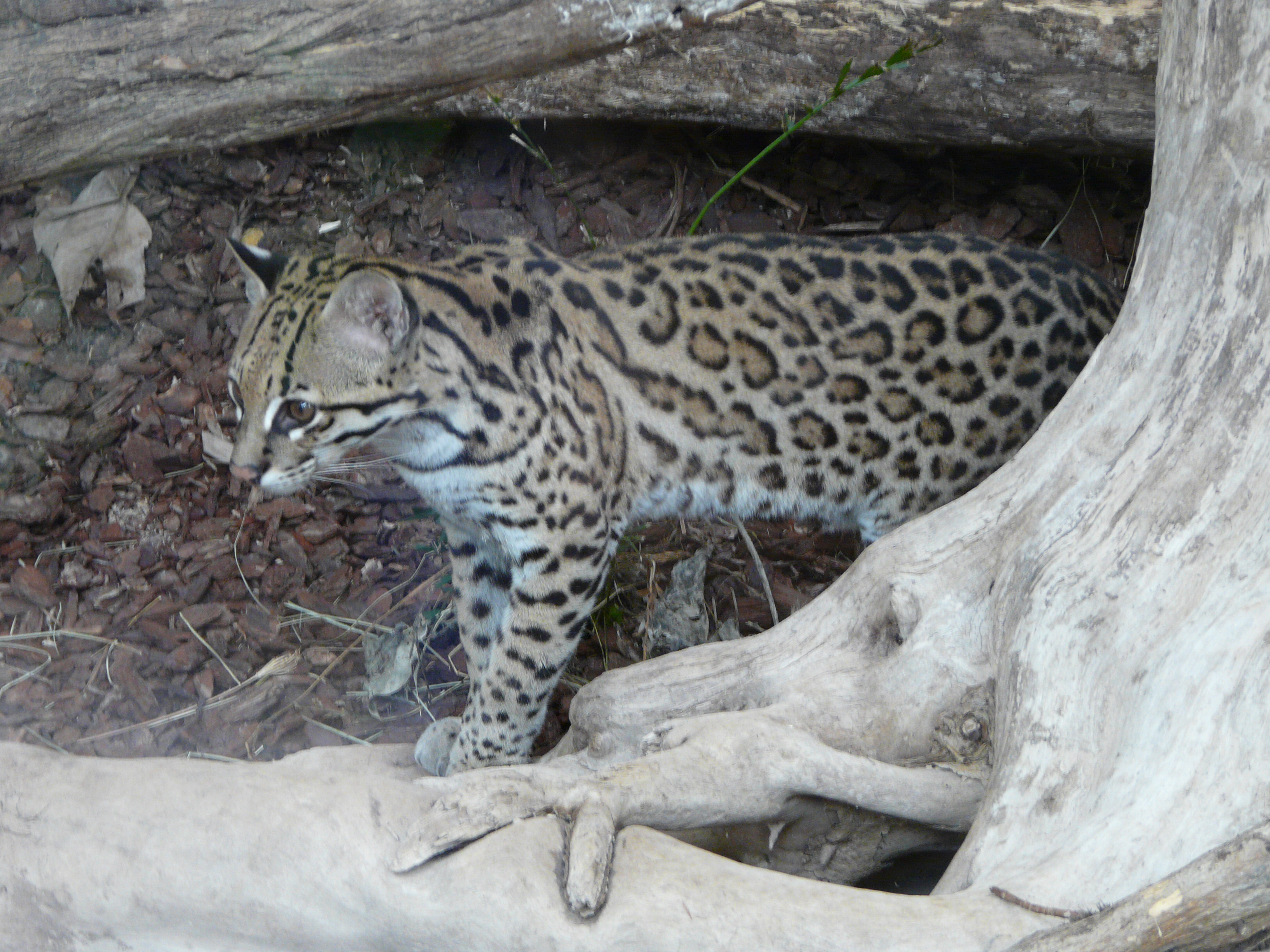
Ocelote, se ven rosetas expuestas en la espalda y en los flancos.

Los ocelotes ( Leopardus pardalis ) tienen un patrón de pelaje que puede parecerse a rosetas, sin embargo se considera mas bien que es una combinación de manchas y rayas. 

## Lista de félidos con rosetas
- Guepardo – la variedad de Guepardo Real tiene rosetas.
- Gato de Bengala [10]
- Jaguar [2]
- Leopardo – rosetas más pequeñas y densas que las del jaguar, sin manchas centrales [11]
- gato leopardo
- Ligre
- Liliger
- León – los cachorros tienen rosetas, que pueden conservarse en las patas en los adultos.
- Litigio
- Margay
- Ocelote
- Gato de safari
- Onza
- Tigón

- Patrón de leopardo
- Raya (patrón)